# Nova Oleksiivka
Nova Oleksiivka  (ucraniano: Нова Олексіївка) es una localidad del Raión de Bilhorod-Dnistrovskyi en el Óblast de Odesa de Ucrania. Según el censo de 2001, tiene una población de 80 habitantes.